# 1623
1623 (MDCXXIII) var ett normalår som började en söndag i den gregorianska kalendern och ett normalår som började en onsdag i den julianska kalendern.

## Händelser
- 8 januari – Furstendömet Salm-Salm grundas.[1]
- Juni – Åbo hovrätt inrättas. För att komma åt maktmissbruk bland finska ståthållare och fogdar tillsätts också en generalguvernör över Finland.
- 27 juli – Katolikerna besegrar protestanterna i slaget vid Stadtlohn och ett kortvarigt stillestånd sluts.
- 6 augusti – Sedan Gregorius XV har avlidit den 8 juli väljs Maffeo Barberini till påve och tar namnet Urban VIII.[2]

### Okänt datum
- Västerås gymnasium inrättas av biskopen Johannes Rudbeckius.
- Johan Skytte blir ny svensk riksskattmästare.
- Rykten om polska flottsammandragningar utanför Danzig når Sverige. Gustav II Adolf befarar ett polskt anfall, varför han låter blockera Danzig. Danzig i sin tur förbinder sig att inte tillåta någon polsk flottupprustning inom sitt område.
- En tysk församling inrättas i Göteborg.
- Pesten hemsöker Sverige och i Stockholm dör många människor.

## Födda
- 11 april – Decio Azzolino den yngre, italiensk kardinal.
- 19 juni – Blaise Pascal, fransk fysiker och matematiker.
- 12 juli – Elizabeth Walker, engelsk apotekare.
- 16 juli – Bengt Gabrielsson Oxenstierna svensk greve, diplomat, ämbetsman och riksråd samt kanslipresident 1680–1702.
- 16 oktober - Kristina Augusta Vasa (Gustavsdotter), svensk prinsessa, dotter till Gustav II Adolf och Maria Eleonora av Brandenburg
- 10 november – Bengt Horn, svenskt riksråd.
- Margaret Cavendish, engelsk författare.
- Frederik Ahlefeldt, dansk adelsman och politiker, Danmarks storkansler 1676–1686.
- Joris van Son, flamländsk konstnär.

## Avlidna
- 2 januari – Sivert Beck, 56, dansk adelsman, herre till Näsbyholms slott och Vanås i Skåne.
- 4 juli – William Byrd, engelsk kompositör.
- 8 juli – Gregorius XV, född Alessandro Ludovisi, 69, påve sedan 1621.
- 6 augusti – Anne Hathaway, William Shakespeares hustru.
- 23 september – Peder Månsson Utter, 57, svensk arkivarie och genealog (död i pesten).

### Fotnoter
1. ↑  World Statesmen (läst 3 april 2011)
2. ↑  ”Roman Catholic Church” (på engelska). World Statesmen. http://www.worldstatesmen.org/Catholic.html. Läst 23 november 2012.